# Список умерших в 564 году

## Декабрь
- 10 декабря — Николай Пинарский, христианский святой, архиепископ Пинарский, настоятель Сионского монастыря в Малой Азии.

## Дата смерти неизвестна или требует уточнения
- Авундий, пономарь собора св. Петра в Риме, исповедник.
- Наталий Ольстерский, ирландский святой, монах.
- Пиенций Пуатевинский, святой, почитаемый в Католической церкви.
- Тудвал, святой Римско-католической и Православной церквей, монах, первый епископ города Трегора (современный Трегье), один из 7 святых основателей Бретани.